# Ізраїльська Молодіжна Есперанто-Ліга
Ізраїльська Молодіжна Есперанто-Ліга (есп. Junulara Esperanto-Ligo Israela, JELI) — національна організація молодих есперантистів Ізраїлю, ізраїльська секція Всесвітньої Есперантистської Молодіжної Організації, молодіжна секція Есперанто-Ліги в Ізраїлі.
У 1966 році М. Бен Порат, один з перших ізраїльських молодих есперантистів, був відправлений на 22-й Міжнародний Молодіжний Конгрес Есперанто у місті Печ (Угорщина), щоб запросити Всесвітню Есперантистську Молодіжну Організацію провести свій конгрес у Нетаньї паралельно з запланованим 52-м Всесвітнім Конгресом. Запрошення було прийнято одноголосно. Підготовка до обох конгресів наближалася до кінця, коли політична ситуація в регіоні загострилася і почалася Шестиденна війна. Обидва конгреси вирішили в останній момент перенести до Роттердаму. Однак за наполяганням Бен Пората деякі заходи відбулися в Нетаньї паралельно з Роттердамом. Проведенню заходів сприяв міський голова Нетаньї. Учасники поїхали до Галілеї і Голану; ними було висаджено ліс есперанто біля кібуца Кабрі.
Зі збільшенням кількості молодих людей в ізраїльському русі визріли умови для створення окремої молодіжної організації есперанто. За допомоги Ф. Симонета з Франції в 1971 році була заснована Ізраїльська Молодіжна Есперанто-Ліга, яка через рік організаційно приєдналася до Всесвітньої Есперантистської Молодіжної Організації. За кілька років до JELI приєдналися десятки молодих людей, переважно з округів Тель-Авів та Хайфа. Щомісячні зустрічі стали традицією, як і щорічні пікніки на День Святої Трійці.
У 1976 році JELI організувала міжнародний семінар у кібуці Ґа’атон (поблизу Нагарії). Близько 20 людей взяли участь у заході, а потім учасники разом із новоприбулими молодими ізраїльтянами попрямували на Міжнародний молодіжний конгрес у Салоніках (Греція). Це був перший раз, коли група представників Ізраїлю (а не окремі особи) брала участь у Міжнародному молодіжному конгресі. Через рік Амрі Вандель організував делегацію з 15 молодих людей, яка відправилася до Німеччини в рамках ізраїльсько-німецького молодіжного обміну. Візит був організований німецькими активістами, тривав тиждень і був відображений у місцевій пресі, були урочисті зустрічі з керівниками міста; зустріч мала беззаперечну користь для пропаганди есперанто серед молоді. Після візиту до Німеччини делегація взяла участь у 33-му Міжнародному Конгресі у Пуатьє (Франція).
Міжнародні контакти та участь у конгресах заохочували та стимулювали молодіжну активність. У 1977 році в Тель-Авіві розпочалися двотижневі зустрічі молодіжного клубу «Krokodilo».
В 1980 році А. Зайдман почав викладати есперанто в Ізраїльському технологічному інституті (Хайфа).
Ізраїль двічі приймав Молодіжні конгреси Есперанто. Так, у 1986 році відбувся 42-й (молодіжне поселення Не'урім біля Нетаньї), а у 2013 — 69-й конгрес (Назарет).
У 2000 році відбувся 85-й Всесвітній Конгрес Есперанто в Тель-Авіві. На ньому була представлена в тому числі і молодіжна програма.
У 2006—2011 роках члени JELI, нерідко з іноземними колегами, проводили денні екскурсії до Мертвого моря та у пустелю.
Розділ про JELI міститься наразі на вебсторінці Есперанто-Ліги в Ізраїлі.